# Nabój .30 Carbine
.30 Carbine – amerykański nabój pośredni skonstruowany na początku lat 40 XX w., bazujący na pochodzącym z 1906 roku naboju .32 Winchester SL. Pierwszą seryjnie produkowaną bronią zasilaną tym nabojem był karabinek samopowtarzalny M1.